# Juliane Leopold

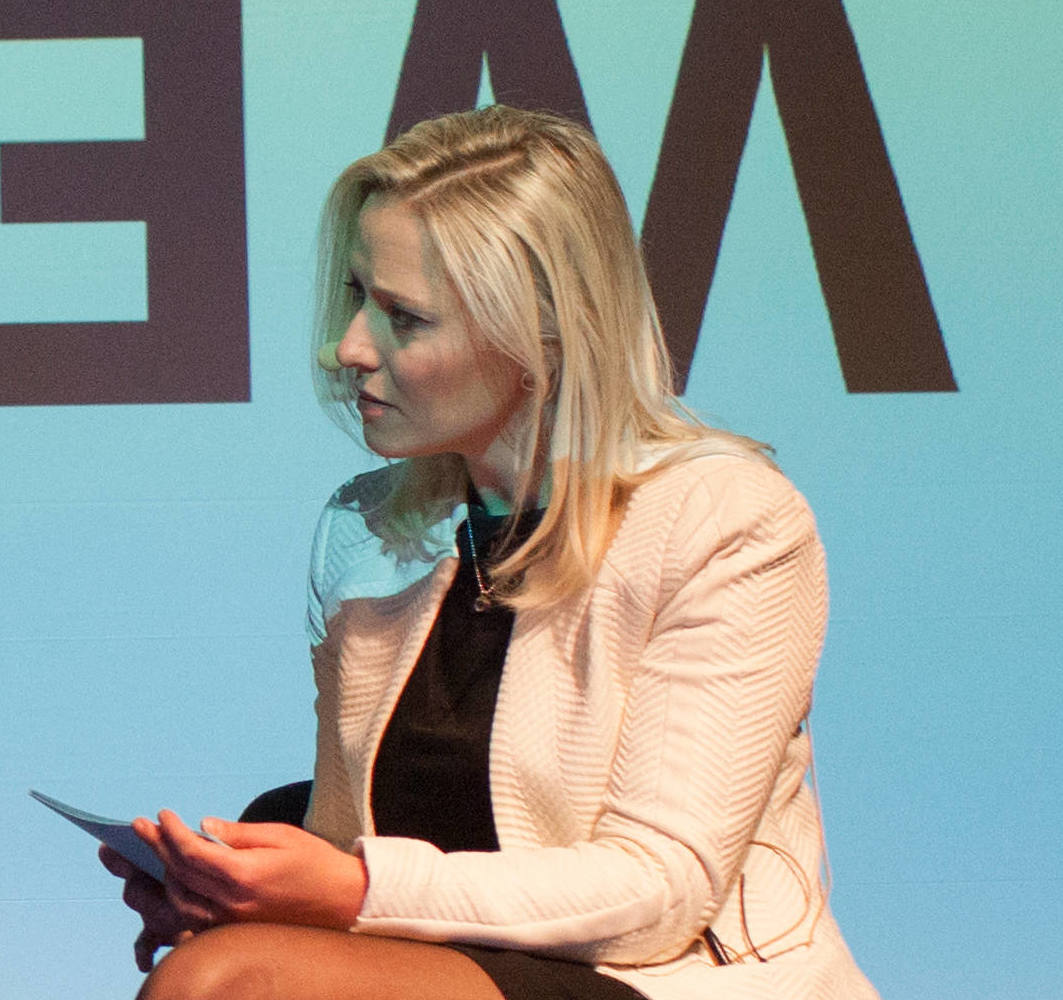
Juliane Leopold

Juliane Leopold (nascida em 1983) é uma jornalista alemã.

## Vida
De janeiro de 2013 a dezembro de 2018 foi editora-chefe do blog feminista Kleinerdrei com Anne Wizorek. De outubro de 2014 a janeiro de 2016 foi editora-chefe da edição alemã do BuzzFeed. Ela ficou em segundo lugar na categoria de Jornalistas do Ano de 2014 da Medium Magazine. Ela trabalhou como consultora para tagesschau.de. de junho de 2016 a julho de 2018 antes de assumir o cargo de editora-chefe. Desde outubro de 2019 Leopold é a editora-chefe digital da ARD-aktuell.